# Ambato
Ambato (forma completa, San Juan de Ambato) è una città situata nel centro dell'Ecuador, sulla sponda del fiume omonimo. È il capoluogo della provincia del Tungurahua e del cantone omonimo. Si trova ad un'altitudine di 2.458 metri sopra il livello del mare e la popolazione è 178.538 abitanti (INEC, 2010).
La città è sede vescovile ed è un importante centro commerciale e delle comunicazioni; si trova inoltre in una fertile regione ai piedi del versante settentrionale del vulcano Tungurahua. Ogni lunedì si tiene nella città il mercato ortofrutticolo e delle carni più grande del paese.

## Storia
La presenza umana nel territorio dove sorge Ambato risale a circa 1000 anni fa. Successivamente, all'inizio del XV secolo gli indigeni furono sconfitti ed annessi alla civiltà Inca. In quel periodo, nel 1530, Atahualpa vinse la battaglia con suo fratello Huáscar per la successione del trono Inca.
Ufficialmente, la città di Ambato è stata fondata nel 1535 all'inizio della colonizzazione spagnola, da Sebastián de Benalcázar. Nel 1570, per ordine del presidente dell'Audiencia Reale di Quito, furono denominate vie e piazze e scelto il luogo dove costruire la chiesa. Il 24 giugno del 1603 iniziarono i lavori per un nuovo tempio, ed essendo il giorno di san Giovanni Battista, la città fu battezzata San Juan Bautista de Ambato.
La prima Ambato ebbe fine il 20 giugno 1689, quando un violento terremoto sorprese di notte la popolazione nel sonno: in pochi secondi la città fu completamente distrutta e perirono oltre 1700 persone. Meno di dieci anni dopo la città fu rifondata e nel 1756 si contavano 6000 indigeni e 150 famiglie spagnole in città. Ma un altro terremoto avvenne nel febbraio 1797, nel quale perirono 200 persone e numerosi edifici coloniali caddero al suolo.
Nelle guerre indipendentiste ecuadoriane, Ambato fu una delle prime assieme a Guayaquil a rivoltarsi contro gli spagnoli, dichiarandosi indipendente il 12 novembre 1820. Nel 1824 Ambato fu annessa alla provincia del Chimborazo, mentre il 3 luglio 1860 fu creata la provincia di Ambato, che l'anno seguente fu definitivamente battezzata col nome del vulcano della zona, Tungurahua.
Il terremoto del 5 agosto 1949, ancora una volta, distrusse quasi completamente la città e solo poche costruzioni dell'era coloniale sono sopravvissute. Perirono circa 6000 persone.
Come modo per risorgere da quel tragico terremoto, Ambato iniziò nel 1951 la sua tradizionale Festa dei Fiori e dei Frutti, che si svolge nel periodo del carnevale e da allora costituisce la sua maggior attrazione turistica.

## Geografia fisica

### Territorio
Ambato si trova nella valle principale della Cordigliera Centrale, la più alta delle montagne andine. La città stessa è scolpita nel fianco del Cerro Casigana, la montagna che domina l'estremità nord della città. Da Ambato, è possibile vedere molti vulcani ricoperti di neve,  tra cui il Cotopaxi, il Tungurahua, il Carihuairazo, e la più grande montagna in Ecuador, il Chimborazo. Il Tungurahua si trova circa 40 chilometri a sud-est della città e la minaccia di una sua eruzione è costante. Il 16 maggio del 2006 un'eruzione del Tungurahua ricoprì la città con uno spesso strato di cenere.
Il fiume Ambato attraversa l'estremità nord della città;  non è un fiume molto ampio e profondo, ma può causare notevoli inondazioni durante i periodi di forti piogge. Nel corso degli anni, il fiume ha scavato una conca in profondità nel terreno, creando la necessità di migliorare le strutture dei ponti. Nel mese di ottobre del 2008, finirono i lavori del ponte Juan León Mera, che collega il centro Ambato con i quartieri di Ficoa e Atocha. Il ponte sul fiume costò alla città circa 5,5 milioni di dollari.

### Clima
Essendo situata sulle Ande, il clima di Ambato è generalmente temperato secco, simile a quello di altre città andine, come Quito. Le temperature medie giornaliere sono comprese tra i 13 e i 15 °C, con punte massime attorno ai 25 °C di giorno e 5 °C di notte. Le precipitazioni, non abbondanti come in altre parti dell'Ecuador, sono più frequenti nel periodo che va da maggio a giugno.
|                                    | Gen | Feb | Mar | Apr | Mag | Giu | Lug | Ago | Set | Ott | Nov | Dic | Anno |
| ---------------------------------- | --- | --- | --- | --- | --- | --- | --- | --- | --- | --- | --- | --- | ---- |
| Temperatura media giornaliera (°C) | 14  | 14  | 14  | 14  | 14  | 13  | 12  | 12  | 13  | 14  | 15  | 14  | 13   |
| Giorni di pioggia                  | 22  | 34  | 53  | 50  | 52  | 77  | 58  | 57  | 49  | 47  | 44  | 27  | 568  |
| Fonte: weatherbase.com.            |     |     |     |     |     |     |     |     |     |     |     |     |      |

## Monumenti e luoghi d'interesse
I suoi monumenti principali sono il mausoleo di Juan Montalvo, il palazzo di Juan León Mera e la bianca cattedrale di Ambato.